# Saint-Pierre-de-Rivière
Saint-Pierre-de-Rivière település Franciaországban, Ariège megyében. Lakosainak száma 676 fő (2022. január 1.). Saint-Pierre-de-Rivière Bénac, Brassac, Cos, Foix, Ganac, Saint-Martin-de-Caralp és Serres-sur-Arget községekkel határos.

## Népesség
A település népessége az elmúlt években az alábbi módon változott:
| Lakosok száma | 318  | 418  | 463  | 643  | 616  | 600  | 644  | 665  | 668  | 676  |
|               | 1968 | 1982 | 1990 | 2006 | 2013 | 2015 | 2017 | 2019 | 2020 | 2022 |